# Castillon-de-Saint-Martory
Castillon-de-Saint-Martory (em occitano:  Castilhon de Sent Martòri) é uma comuna francesa na região administrativa da Occitânia, no departamento do Alto Garona. Estende-se por uma área de 10.98 km², com 385 habitantes, segundo o censo de 2018, com uma densidade de 35 hab/km².